# Marathon de Londres 2016
Navigation
2015 2017
Le Marathon de Londres de 2016 est la 36e édition du Marathon de Londres au Royaume-Uni qui a eu lieu le dimanche 24 avril 2016 .

## Faits marquants
L'astronaute Tim Peake a participé au marathon de Londres depuis la station spatiale internationale sur un tapis roulant, réalisant un temps de 3 heures 35 minutes et 21 secondes.

## Résultats

### Hommes
| Rang | Athlète                | Nationalité | Temps   |
| ---- | ---------------------- | ----------- | ------- |
| 1    | Eliud Kipchoge         | Kenya       | 2:03:05 |
| 2    | Stanley Biwott         | Kenya       | 2:03:51 |
| 3    | Kenenisa Bekele        | Éthiopie    | 2:06:36 |
| 4    | Ghirmay Ghebreslassie  | Érythrée    | 2:07:46 |
| 5    | Wilson Kipsang         | Kenya       | 2:07:52 |
| 6    | Tilahun Regassa        | Éthiopie    | 2:09:47 |
| 7    | Sisay Lemma            | Éthiopie    | 2:10:45 |
| 8    | Callum Hawkins         | Royaume-Uni | 2:10:52 |
| 9    | Dennis Kimetto         | Kenya       | 2:11:44 |
| 10   | Ghebrezgiabhier Kibrom | Érythrée    | 2:11:56 |

### Femmes

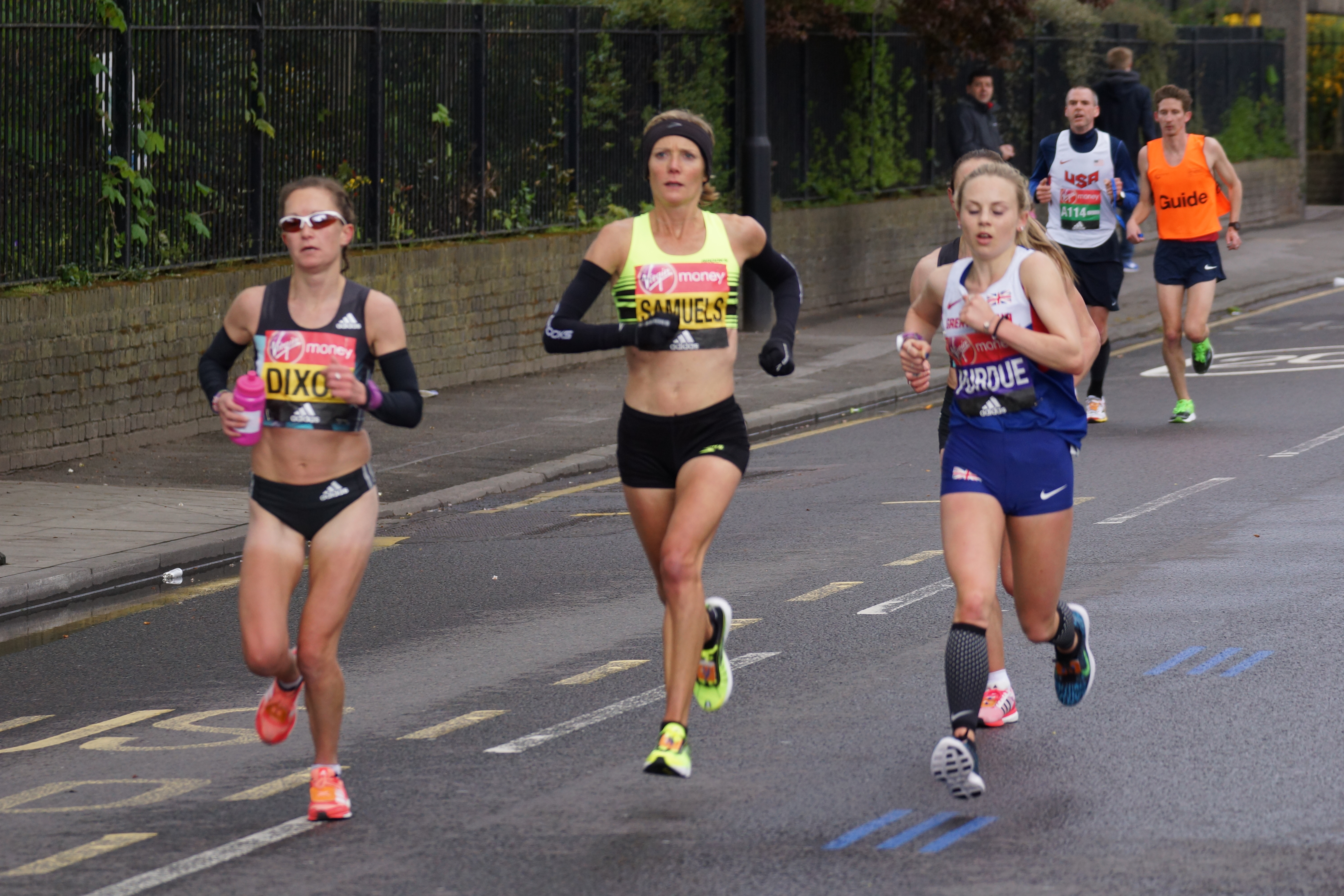
Charlotte Purdue (16e), Sonia Samuels (14e) et Alyson Dixon (13e)

| Rang | Athlète           | Nationalité | Temps   |
| ---- | ----------------- | ----------- | ------- |
| 1    | Jemima Sumgong    | Kenya       | 2:22:58 |
| 2    | Tigist Tufa       | Éthiopie    | 2:23:03 |
| 3    | Florence Kiplagat | Kenya       | 2:23:39 |
| 4    | Volha Mazuronak   | Biélorussie | 2:23:54 |
| 5    | Aselefech Mergia  | Éthiopie    | 2:23:57 |
| 6    | Mare Dibaba       | Éthiopie    | 2:24:09 |
| 7    | Feyse Tadese      | Éthiopie    | 2:25:03 |
| 8    | Priscah Jeptoo    | Kenya       | 2:27:27 |
| 9    | Mary Keitany      | Kenya       | 2:28:30 |
| 10   | Jéssica Augusto   | Portugal    | 2:28:53 |

### Fauteuils roulants
| Rang | Athlète       | Nationalité    | Temps   |
| ---- | ------------- | -------------- | ------- |
| 1    | Marcel Hug    | Suisse         | 1:35:19 |
| 2    | Kurt Fearnley | Australie      | 1:35:20 |
| 3    | David Weir    | Royaume-Uni    | 1:35:21 |
| 4    | Ernst van Dyk | Afrique du Sud | 1:35:23 |
| 5    | James Senbeta | États-Unis     | 1:35:24 |

| Rang | Athlète          | Nationalité | Temps   |
| ---- | ---------------- | ----------- | ------- |
| 1    | Tatyana McFadden | États-Unis  | 1:44:14 |
| 2    | Manuela Schär    | Suisse      | 1:44:15 |
| 3    | Wakako Tsuchida  | Japon       | 1:45:28 |
| 4    | Amanda McGrory   | États-Unis  | 1:47:41 |
| 5    | Zou Lihong       | Chine       | 1:52:42 |